# Спагеті алла путтанеска
Спагеті путтанеска (італ. Spaghetti alla puttanesca, дослівно: «Спагеті по-путанськи») — італійська страва, популярна паста. До інгредієнтів, зазвичай, включають томати, оливкову олію, анчоуси, оливки, каперці та часник, а також макаронні вироби. Ймовірно, назва походить з провінції Неаполь, популярна страва також у регіоні Лаціо та на Сицилії. В Італії соус путтанеска також називається «sugo alla puttanesca».

## Походження
Швидше за все, сама страва з'явилася в Італії набагато раніше, ніж відома нам сьогодні назва. Перше свідчення про пасту, приправлену соусом, дуже схожим на соус із паста путтанеска, відноситься до початку XIX століття. Знаменитий італійський і письменник Іполіто Кавальканті (1787—1859) у своєму керівництві «Теоретична та практична кулінарія» описав кілька рецептів неаполітанської кухні, називаючи їх «Вермішель на оливковій олії, з каперцями та маслинами». Після деяких спорадичних появ у інших неаполітанських кулінарних збірниках, в 1931 році «Гастрономічний гід по Італії» (видавництво TCI) згадує його серед фірмових страв Кампанії, іменуючи як «Maccheroni alla marinara». Хоча запропонований рецепт, по суті є рецептом сучасної путтанески. Фактично, у Неаполі цей соус до пасти був відомий як aulive e cchiapparielle.

## Етимологія
Існують різні версії стосовно часу виникнення назви страви, але більшість із них згадують середину XX століття. Найраніше відома згадка про спагеті путтанеска знайдена в новелі італійського письменника Raffaele La Capria «Ferito a Morte» (1961), в якій розповідалося, що пасту готували в Сиракузах. Соус став популярним у 1960-х роках, за даними Професійної спілки італійських виробників макаронних виробів. У виданні 1971 року найпопулярнішої в Італії кухонної книги «Cucchiaio d’argento („Срібна ложка“)», утім, ще не було такого рецепта, але були згадані два дуже схожі: неаполітанські спагеті «Spaghetti alla Partenopea», які готують з анчоусів і орегано, та «Spaghetti alla Siciliana» з додаванням зеленого перцю, оливок, анчоусів та родзинок.
У походження назви страви є безліч версій. Зазвичай вважається, що придумали його повії, тому що ця паста готується швидко, а також із простих інгредієнтів, які не вимагають тривалого процесу готування і які завжди є під рукою. Іншими словами, як і путана, ця паста завжди готова наситити і не займає багато часу. Також існує історія про те, що господиня борделя в Іспанському кварталі Неаполя приваблювала клієнтів не лише жрицями кохання, а й швидко приготованими смачними спагеті. Крім того, ця паста має дуже яскраво виражений запах, який манив моряків, які зголодніли за жіночим тілом та смачною їжею. Інший варіант розповідає про те, що спагеті путтанеска по своїй кольоровій гамі схоже на спідню путан. Червоні, чорні, зелені, темно-фіолетові інгредієнти гострого соусу нібито нагадують яскравий одяг повій. Інші стверджують, що походження назви належить реальній дівчині, Іветт Ла Франс, яка була натхненна своїм провансальським походженням. Іветт, ймовірно, була обдарована не тільки фантазією, а й почуттям гумору, точніше, занадто їдкою іронією, яку вона, можливо, використала, щоб прославляти назвою цієї страви найдавнішу професію у світі.
Також розповідають про художника Едуардо Колуччі з острова Іскія в провінції Неаполь. У його будинку Пунта-Моліно після другої світової війни любила збиратися місцева богема. Гості сперечалися про мистецтво, читали вірші, писали етюди, пили вино, мріяли та закохувалися. І частенько, коли господар не мав грошей, він готував для своїх гостей пасту з соусом з того, що в нього було, і що росло на його крихітній ділянці землі. Лише трохи змінивши класичний неаполітанський рецепт спагеті алла маринара, він пригощав друзів найсмачнішою пастою.
Ще одна версія походження пасти путтанеска описана в італійській газеті «Il Golfo». У 2005 році в ній була розміщена стаття про те, що спагеті путтанеска (точніше, соус, що лежить в основі рецепту пасти) придумав у 1950-х роках Сандро Петті, співвласник «Rancio Fellone», популярного ресторану та місця для нічних посиденьок на острові Іскія. Якось увечері, коли він уже закривав ресторан, Петті побачив кілька відвідувачів, які чекали вечері. Власник ресторану підійшов до них і прямо сказав, що він не може приготувати їм їжу, бо в нього майже не лишилося продуктів. Але відвідувачі наполягали на замовленні, тому що були дуже голодні, і саме вони запропонували Петті «Facci una puttanata qualiasi», що в перекладі з італійської приблизно звучить як «Приготуй нам щось із сміття (залишків), що в тебе є». Так і народився рецепт соусу та спагеті алла путтанеска, які невдовзі увійшли до списку основних страв його ресторану.

## Приготування
Основні інгредієнти для пасти путтанеска — томати (як основа для томатного соусу sugo), оливкова олія, філе анчоусів, оливки, каперці та часник. Це типові інгредієнти для неаполітанської версії пасти. У регіоні Лаціо не використовують анчоуси і додають у страву червоний перець чилі. Оскільки паста користується великою популярністю, кулінари можуть додавати від себе ще й інші інгредієнти: цибуля, орегано, базилік. Традиційно пасту готують зі спагеті, але можна використовувати й інші види макаронних виробів: пенне, букатіні, лінгвіне та вермішелі.